# Ганна Томпсон
Га́нна То́мпсон (англ. Hanna Thompson; 1 листопада 1983) — американська фехтувальниця, олімпійська медалістка.

## Виступи на Олімпіадах
| Олімпіада  | Дисципліна       | Місце |
| ---------- | ---------------- | ----- |
| Пекін 2008 | рапіра, особисті | 27    |
| Пекін 2008 | рапіра, командні | 2     |